# Koszulkohomologi
Inom matematiken är Koszulkohomologin en serie grupper Kp,q(X, L) associerade till en projektiv varietet X med en linjefiber L. Den introducerades av Green (1984, 1984b) och uppkallades efter Jean-Louis Koszul då de är nära relaterade till Koszulkomplexet.

## Definition
Om M är en graderad modul över symmetriska algebran av ett vektorrum V, då ges Koszulkohomologin Kp,q(M,V) av M av kohomologin av följden 
{\displaystyle \wedge ^{p+1}M_{q-1}\rightarrow \wedge ^{p}M_{q}\rightarrow \wedge ^{p-1}M_{q+1}.}
Om L är en linjeknippe över en projektiv varietet X, då ges Koszulkohomologin Kp,q(X,L) av Koszulkohomologin Kp,q(M,V) av den graderade modulen M = ⊕qH0(Lq), som en modul över den symmetriska algebran av vektorrummet V=H0(L).